# روبرت بي. إف. بيرس
روبرت بي. إف. بيرس هو محامي وسياسي أمريكي، ولد في 17 فبراير 1843، وتوفي في 5 ديسمبر 1898 في إنديانابوليس في الولايات المتحدة. نشط حزبياً في الحزب الجمهوري. وقد انتخب عضو مجلس النواب الأمريكي ‏.